# No Resemblance Whatsoever
No Resemblance Whatsoever is het tweede studioalbum van de combinatie singer-songwriter Dan Fogelberg en dwarsfluitist Tim Weisberg. Na Twin Sons of Different Mothers zijn de rollen omgedraaid. Eerst was Weisberg de gevierde artiest en Fogelberg de minder bekende; nu is Fogelberg de relatief bekende en de carrière van Weisberg is in het slop geraakt. De heren hebben elkaar tijdens de opnamen nauwelijks gezien. Fogelberg liet de opnamen maken in Colorado, zijn eigen Mountain Studios en Weisberg naam op in Los Angeles, Sunset Studios. Het betekende een kleine opleving in beide carrières, maar onvoldoende om weer vaste voet in de lijsten te krijgen. In de muziekjaren 90 werd dit muzak gevonden.

## Musici
- Dan Fogelberg – alle instrumenten, zang
- Tim Weisberg – dwarsfluit

met medewerking van:
- Alex Acuna - percussie
- Pete Christlieb – saxofoon
- Larry Cohn - piano, keyboards
- Vinnie Colaiuta - slagwerk
- Gary Grant – trompet
- Dick Hyde – trombone
- Michael Landau - gitaar
- Joel Peskin – klarinet
- Tom Scott – saxofoon
- Neil Stubenhaus – basgitaar
- Julia Tillman Waters, Maxine Willard Waters, Oren Waters – achtergrondzang

## Composities
Allen van Fogelberg behalve waar aangegeven:
1. "County Clare" – 2:17
2. "Forever Jung" – 4:32
3. "Todos Santos" – 4:02
4. "Sunlight" (Jesse Colin Young) – 4:32
5. "Isle au Haut" – 3:42
6. "The Face of Love" – 5:20
7. "Songbird" (Young) – 4:44
8. "Is This Magic" – 3:09
9. "Stasia" – 3:10
10. "Windward" – 6:12

Dreamspeaker · High Risk · Hurtwood Edge · Listen To The City · Live at Last · Naked Eyes · Night-Rider! · No Resemblance Whatsoever · Outrageous Temptations · Party Of One · Rotations · Smile! The best of Tim Weisberg · Time Traveler · Tim Weisberg · Tim Weisberg 4 · Tim Weisberg Band · Tip Of The Weisberg · Traveling Light · Twin Sons of Different Mothers · Undercover